# Budai járás
A Budai járás Pest megyéhez tartozó járás volt Magyarországon, székhelye Budapest volt. Ezen a néven az 1950-es járásrendezés óta működött, amikor a Budakörnyéki járás nevét megváltoztatták. 1983. december 31-ével szűnt meg az összes magyarországi járással együtt.

## Története
A Budai járás elődje a szintén Budapest székhelyű Budakörnyéki járás volt, amely 1934-ben lépett a Biai járás helyébe Pest-Pilis-Solt-Kiskun vármegye dunántúli részének déli felén.
Az 1950-es járásrendezést követően a Budai volt az egyetlen járás, mely nem a székhelye nevét viselte.
A Budai járás határai fennállása alatt, 1950 és 1983 között csak annyiban változtak, hogy községei közül Százhalombatta 1970-ben, Érd pedig 1978-ban várossá alakult, tehát kivált a járásból.
1984. január 1-jével új közigazgatási beosztás jött létre Magyarországon. A járások megszűntek és a megyék város- és nagyközségkörnyékekre oszlottak. Budaörs, mely korábban semmilyen közigazgatási központi szerepkört nem töltött be, ekkor városi jogú nagyközséggé alakult, a Budai járás községeinek nagy része pedig a Budaörsi nagyközségkörnyékhez lett beosztva, míg néhányat a szintén ekkor létrejött Érdi városkörnyékhez soroltak.

## Községei
Az alábbi táblázat felsorolja a Budai járáshoz tartozott községeket, bemutatva, hogy mikor tartoztak ide, és hogy hova tartoztak megelőzően, illetve később.
| Község         | Mikortól | Honnan                        | Meddig | Hova                                       |
| -------------- | -------- | ----------------------------- | ------ | ------------------------------------------ |
| Bia            | 1958     | Biatorbágy kettévált          | 1966   | ismét egyesült Torbággyal Biatorbágy néven |
| Biatorbágy     | 1950     | Bia és Torbágy egyesült       | 1958   | ismét különváltak                          |
| Biatorbágy     | 1966     | Bia és Torbágy ismét egyesült | 1983   | Budaörsi nagyközségkörnyékhez              |
| Budajenő       | 1950     | Budakörnyéki járásból         | 1983   | Budaörsi nagyközségkörnyékhez              |
| Budakeszi      | 1950     | Budakörnyéki járásból         | 1983   | Budaörsi nagyközségkörnyékhez              |
| Budaörs        | 1950     | Budakörnyéki járásból         | 1983   | Budaörsi nagyközségkörnyékhez              |
| Diósd          | 1950     | Budakörnyéki járásból         | 1983   | Érdi városkörnyékhez                       |
| Érd            | 1950     | Budakörnyéki járásból         | 1978   | várossá alakult                            |
| Nagykovácsi    | 1950     | Budakörnyéki járásból         | 1983   | Budaörsi nagyközségkörnyékhez              |
| Páty           | 1950     | Budakörnyéki járásból         | 1983   | Budaörsi nagyközségkörnyékhez              |
| Perbál         | 1950     | Budakörnyéki járásból         | 1983   | Budaörsi nagyközségkörnyékhez              |
| Pilisborosjenő | 1950     | Szentendrei járásból          | 1983   | Budaörsi nagyközségkörnyékhez              |
| Piliscsaba     | 1950     | Budakörnyéki járásból         | 1983   | Budaörsi nagyközségkörnyékhez              |
| Pilisszentiván | 1950     | Budakörnyéki járásból         | 1983   | Budaörsi nagyközségkörnyékhez              |
| Pilisvörösvár  | 1950     | Budakörnyéki járásból         | 1983   | Budaörsi nagyközségkörnyékhez              |
| Pusztazámor    | 1950     | Budakörnyéki járásból         | 1983   | Érdi városkörnyékhez                       |
| Solymár        | 1950     | Budakörnyéki járásból         | 1983   | Budaörsi nagyközségkörnyékhez              |
| Sóskút         | 1950     | Budakörnyéki járásból         | 1983   | Érdi városkörnyékhez                       |
| Százhalombatta | 1950     | Budakörnyéki járásból         | 1970   | várossá alakult                            |
| Tárnok         | 1950     | Budakörnyéki járásból         | 1983   | Érdi városkörnyékhez                       |
| Telki          | 1950     | Budakörnyéki járásból         | 1983   | Budaörsi nagyközségkörnyékhez              |
| Tinnye         | 1950     | Budakörnyéki járásból         | 1983   | Budaörsi nagyközségkörnyékhez              |
| Torbágy        | 1958     | Biatorbágy kettévált          | 1966   | ismét egyesült Biával Biatorbágy néven     |
| Tök            | 1950     | Budakörnyéki járásból         | 1983   | Budaörsi nagyközségkörnyékhez              |
| Törökbálint    | 1950     | Budakörnyéki járásból         | 1983   | Budaörsi nagyközségkörnyékhez              |
| Üröm           | 1950     | Szentendrei járásból          | 1983   | Budaörsi nagyközségkörnyékhez              |
| Zsámbék        | 1950     | Budakörnyéki járásból         | 1983   | Budaörsi nagyközségkörnyékhez              |

## Területe és népessége
Az alábbi táblázat a Budai járás területének és népességének változását mutatja be. Az egyes sorok a járás területi változásait mutatják be, az első rovatban megjelölve, mely időszakban érvényes terület adatai találhatók az adott sorban.
A következő rovat a járás területnagyságát mutatja az adott időszakban. A további rovatok az adott időszakban érvényes határok között az oszlopfejlécben jelzett népszámlálás adatai szerint talált népességszámot adják meg ezer főre kerekítve.
Az eltérő színezéssel kijelölt adatok mutatják meg az egyes népszámlálásokkor érvényes közigazgatási beosztásnak megfelelő adatokat.
| Területi beosztás | Terület | 1941-ben | 1960-ban | 1970-ben | 1980-ban | 2001-ben |
| ----------------- | ------- | -------- | -------- | -------- | -------- | -------- |
| 1950–1970 között  | 588 km² | 92       | 107      | 133      | 165      | 212      |
| 1970–1978 között  | 563 km² | 90       | 105      | 125      | 151      | 195      |
| 1978–1983 között  | 500 km² | 77       | 82       | 94       | 110      | 139      |

## Lásd még
- Budaörsi kistérség
- Érdi kistérség
- Pilisvörösvári kistérség